# Мина Чукурово
 Тази статия е за Мина Чукурово.  За други значения вижте Чукурово.  
„Мина Чукурово“ е  бивш открит рудник, в който са се добивали лигнитни въглища, които са сред най-бързо горящите в цялата страна. Намира се в Западна България, непосредствено до село Габра.
Това е най-старата въгледобивна мина в България. В нея за първи път са добити въглища през 1856 г. През 2002 г. 80% от активите на мина „Чукурово“ са приватизирани. С решение № 232 от 2002 г. Министерският съвет предоставя на минното предприятие концесия за подземни богатства за срок от 20 години. В началото на 2015 г. предприятието прекратява своята дейност. През 2020 г. концесията е едностранно прекратена от Министерството на енергетиката.

## История
Първите сведения за наличието на въглища в землището на село Габра (тогава Чукурово) датират от пролетта на 1856 г., когато в „Цариградски вестник“ излиза съобщение, че придошлата местна река разкрила афльориментите на въглищните пластове. Вероятно местното население е знаело доста преди това за залежите на въглища в района, но го е скривало умишлено, за да не привлича вниманието на турците. По същия начин според друго местно предание, след едно земетресение в района на селото избликнал горещ минерален извор, който жителите на Чукурово затрупали с овчи кожи и вълна. Паралелно с лигнитните въглища в околните гори местното население е правело жижници, в които са произвеждали дървени въглища.
Нуждата от въглища за самоковите в близкия Самоков била причината за началото на разработването на въглищни залежи от османската държава. Така през 1867 г. отново в „Цариградски вестник“ (брой 311) излиза съобщението с подробности около Чукуровския въглищен басейн и решението на османското правителство за разработване на находището.
| „ | Самоковъ, 31 – 10 ноемврія Гсподинъ Издателю Цареградскаго Вѣстника: Напрѣди щото ви вкратцѣ извѣстили бѣхме безъ всяка подробность за камени-те вѫглища, сега ви даваме точно изѣвстіе, защо въ чукуровска-та планина ся изнайдоха отъ единъ Чиновникъ на честитиіатъ Васивъ паша Нишкій губернаторъ и у Самоковъ презъ чершія-та два голѣми кошове прекараха заптіета-та заедно съ Болгари-те рабаджіи отъ село-то Чукурово; нѣкой отъ наши-те Согражданѣ взѣ отъ тойзи кюмюрь за опыть да ли ще гори, боя-та му е чернолъскава, като ся запали весма тежко смърдеше, на кюкюртъ, и добрѣ горѣ... | “ |

Само 5 години след това от друг вестник „Дунав“ от 2 юли 1872 става ясно, че годишният добив надвишава 500 тона. Това дава основание да се смята, че мина Чукурово е най-старата въгледобивна мина в България. Добивът на въглища в Перник и в района на Тревненския Балкан започва малко по-късно, съответно през 1872 и 1874 година.
През 1906 година в района на Чукуровското находище минава геолог от тогавашната „Дирекция на подземните богатства“. Пише рапорт до правителството, в който съобщава, че районът на находището тряба да се проучи. Това не е направено, но рапортът прави впечатление на друг служител от дирекцията Светослав Марков, който лично посещава района на находището и впоследствие купува голям участък от него. Така Марков заедно със съдружникът си д-р Симеонов от БЧК започва да експлоатира находището. На същия този доктор Симеонов му прави впечатление хумата, отличаваща се с еластичност и огнеупорност. Той купува участък в местността „Банището“, като нарича концесията си „Света Марина“. Впоследствие акционерното дружество „Изида“ купува концесията и в периода 1912–1913 година изгражда въжена линия за превоз на хумата до гара Новоселци. Това съживява района и благоприятства добре за въгледобивната концесия. Въпреки примитивния начин на добиване на въглищата в навечерието на Първата световна война добивът достига 2000 тона. Войната забавя развитието на концесията, тъй като всички мъже са мобилизирани. В началото на 20-те години на 20 век концесионерът Марков продължава разработването на находището, като купува вагонетки и друго необходимо оборудване. Апетит към Чукуровското находище проявяват други наши предприемачи, които се опитват да притиснат собственика и да купят концесията му. Той отказва и през май 1939 година е направена първата копка на шахта за подземна галерия. Дотогава са добивани само плитките залежи от лигнитни въглища.
През 1947 година мината е одържавена. Добивът се извършва по подземен начин, но въпреки това годишно той се равнява на 17 000 тона. До национализацията мината е разполагала с дековилна надземна линия от рудника до станцията на въжената линия, дълга 1470 метра, подземен железен път от 1530 м и 36 вагонетки. Нови проучвания на находището показват, че на места въглищата са сравнително плитко и това налага преориентация на начина на добив на лигнитните въглища към открито изземване. През 1949 година в мината е докаран първият багер от мина „Пирин“. През 1956 година добивът изцяло става надземен, осъществен по планове от „Минпроект“. През следващата 1957 година е открита жп линията Вакарел – Чукурово, която позволява многократното нарастване на обема на добитите и пласирани въглища. През 1960 г. добивът на въглища постепенно достига 1 183 000 тона годишно.
След 1989 г. мината продължава дейността си и функционира като държавно предприятие. През 2002 г. e извършена приватизация и Христо Ковачки получава концесия и рудника за срок от 20 години. В началото на 2015 г. предприятието е ликвидирано, а концесията е прекратена едностранно от Министерство на енергетиката през 2020 г.

## Инфраструктура
Мината се намира на 13 километра от автомагистрала Тракия и е свързана с нея чрез асфалтиран път. В близост до мината има железопътна линия, която се използва за извозване на въглищата до село Вакарел.